# 西部忠
西部 忠（にしべ まこと、1962年2月20日 - ）は、日本の経済学者。
北海道大学大学院経済学研究科教授を経て、2017年より専修大学経済学部教授。専門はマルクス、ハイエク、ケインズを含む進化経済学。

## 来歴
愛知県出身。愛知県立千種高等学校卒、1986年東京大学経済学部卒、同年、大内兵衛賞受賞（テーマは「労働生産性と技術革新：流通機構との関連」）。1989年カナダ・ヨーク大学大学院経済学研究科修士課程修了、1993年、「社会主義経済計算論争の市場像－経済の調整と組織化」により、東京大学から博士（経済学）を授与される（主査は伊藤誠東京大学教授）。
1996年『批評空間』に寄稿してから、地域通貨LETSの研究が柄谷行人の注目を浴び、NAMの運動に関わる。

## 著書
- 『市場像の系譜学 「経済計算論争」をめぐるヴィジョン』東洋経済新報社 1996
- 『地域通貨を知ろう』岩波ブックレット 2002
- 『地域通貨と地域自治』公人の友社 2003
- 『資本主義はどこへ向かうのか 内部化する市場と自由投資主義』NHK出版・NHKブックス 2011
- 『地域通貨を活用したコミュニティ･ドックによる地域社会の活性化』全国勤労者福祉・共済振興協会　2012　公募研究シリーズ
- 『脱国家通貨の時代』 秀和システム　2021

### 編著
- 『進化経済学のフロンティア』 日本評論社 2004
- 『進化経済学 基礎』吉田雅明と編集代表　日本経済評論社　2010
- 『地域通貨 = COMMUNITY CURRENCY』編著 ミネルヴァ書房 2013

## 翻訳
- ジェフリー・M.ホジソン『進化と経済学 経済学に生命を取り戻す』監訳 森岡真史 ほか訳　東洋経済新報社　2003
- スティーヴ・フリートウッド『ハイエクのポリティカル・エコノミー 秩序の社会経済学』佐々木憲介、原伸子共訳 法政大学出版局 2006
- 『ハイエク全集 2-2　貨幣論集』西山千明監修 池田幸弘共訳　春秋社　2012